# Джої Тетаренко
Джої Тетаренко (англ. Joey Tetarenko; нар. 3 березня 1978, Принс-Альберт) — колишній канадський хокеїст, що грав на позиції крайнього нападника.

## Ігрова кар'єра
Професійну хокейну кар'єру розпочав 1998 року.
1996 року був обраний на драфті НХЛ під 82-м загальним номером командою «Флорида Пантерс».
Протягом професійної клубної ігрової кар'єри, що тривала 10 років, захищав кольори команд «Флорида Пантерс», «Оттава Сенаторс» та «Кароліна Гаррікейнс».
Усього в НХЛ провів 73 матчів (4 + 1).

## Тренерська робота
Як тренер працював з клубами НКАА.